# Ângela Carrascalão
Maria Ângela Guterres Viegas Carrascalão, née le 10 avril 1951 à Liquiçá, est une journaliste, autrice, universitaire et ancienne ministre de la Justice du Timor oriental. Elle est membre de l'Union démocratique timoraise (União Democrática Timorense - UDT).

## Jeunesse et éducation
Ângela Carrascalão est né à Liquiçá, au Timor portugais. Elle est l'un des treize enfants de Manuel Viegas Carrascalão (en), un exilé portugais qui a épousé une Timoraise. Plusieurs de ses frères et sœurs occupent également des postes politiques élevés.
Elle fréquente l'école primaire de Dili et le lycée Dr Francisco Machado de Dili, où elle obtient son diplôme en 1970.

## Carrière
De 1978 à 2002, elle travaille pour les agences de presse portugaises Notícias de Portugal (NP), Agência Noticiosa Portuguesa (ANOP) et Lusa, ainsi que pour la chaîne de télévision Sociedade Independente de Comunicação (SIC), le magazine Jornal Expresso et le journal portugais Público. Puis, en 2002, elle rejoint Timor Telecom en tant que formatrice.
De 2004 à 2005, Ângela Carrascalão est directrice du journal bilingue tetum/portugais Lia Foun au Timor oriental, et correspondante de la radio australienne SBS (en). En 2007-2008, elle travaille comme documentariste et interprète pour la Commission pour l'accueil, la vérité et la réconciliation au Timor oriental (CAVR).
En 2007, elle se présente comme candidat de l'Union démocratique timoraise à la 9e place des élections législatives. Le parti ne réussit pas à obtenir un siège. De 2008 à 2009, elle est chef de cabinet du secrétaire d'État à la défense du 4e gouvernement du Timor oriental[réf. nécessaire].
De 2005 à 2010, elle étudie le droit à l'Université nationale du Timor oriental (en) (UNTL) et obtient un doctorat. À partir de janvier 2011, elle devient maître de conférences et de 2013 à 2017 elle est doyenne de la Faculté de droit de l'UNTL,. En 2013, elle est également nommée par le président Taur Matan Ruak en tant que membre du conseil de la Radio-Télévision du Timor-Oriental pour quatre ans.
Le 12 octobre 2017, Ângela Carrascalão est nommée ministre de la Justice du 7e gouvernement du Timor oriental par décret du président Francisco Guterres,, et assermenté le 17 octobre. Son mandat de ministre prend fin avec l'accession du 8e Gouvernement le 22 juin 2018.
Ângela Carrascalão parle tétoum, portugais, anglais et français. Elle a la double nationalité est-timoraise et portugaise.

## Publications
- 2002 - Timor, os Anos da Resistência  (ISBN 9789728730017)
- 2012 - Taur Matan Ruak – a vida pela independência  (ISBN 972757937X)